# Sindrome da deprivazione materna
Per sindrome da deprivazione materna in campo psicologico e medico, si intende il ritardo dell'accrescimento del bambino a seguito di una mancanza e/o assenza della figura materna o di accudimento.

## Epidemiologia
L'approfondimento teorico di tali sindromi è stato avviato nell'ambito degli studi della Teoria dell'attaccamento (Bowlby, Spitz, Harrow).
La condizione anomala si sviluppa maggiormente in associazione con le malattie mentali, gravidanza non desiderata dalla madre, abbandono congiunto dei genitori, basso livello economico della famiglia.

## Manifestazioni
Oltre al ritardo della crescita si riscontra anche una forma di stress simile alla sindrome del colon irritabile.